# Iván Gramajo
Pablo Iván Gramajo (San Miguel de Tucumán, 2 febbraio 1996) è un cestista argentino.